# Dyschirius bonellii
Dyschirius bonellii – gatunek chrząszcza z rodziny biegaczowatych i podrodziny grzebielników.

## Taksonomia
Gatunek ten opisał po raz pierwszy w 1846 roku Jules A.A.H. Putzeys. Epitet gatunkowy nadano na cześć Franca Andrei Bonelliego.

## Morfologia
Chrząszcz o mocno wydłużonym ciele długości od 3,5 do 4,1 mm, z wierzchu metalicznie ciemnomiedzianym lub brązowym. rzadziej zielonkawym, czasem z rudobrązowym szczytem pokryw, od spodu zaś brązowoczerwonym. Głowa ma nadustek pozbawiony zęba pośrodku przedniej krawędzi. Czułki są dłuższe niż u D. abditus, żółtoczerwone z nieznacznie przyciemnionymi, czerwonożółtymi członami wierzchołkowymi. Głaszczki mają barwę żółtoczerwoną. Obrzeżenie boków przedplecza wyraźnie sięga ku tyłowi do tylnego chetoporu (punktu szczecinkowego). Pokrywy są podługowato-owalne, silnie z wierzchu przypłaszczone z wyniesionym szwem, nieobrzeżone u podstawy, o rzędach, zwłaszcza tych zewnętrznych, zanikających przed wierzchołkiem. Powierzchnie pokryw mają po jednym chetoporze przypodstawowym, po trzy chetopory zabarkowe, po dwa (rzadko jeden) chetopory dyskalne oraz po dwa chetopory przedwierzchołkowe; tylny z chetoporów dyskalnych leży na trzecim międzyrzędzie. Skrzydła tylnej pary są w pełni wykształcone. Odnóża są żółtoczerwone z ciemniejszą przednią parą. Te pierwszej pary są grzebne i mają golenie o wyraźnym i ostrym dolnym spośród ząbków krawędzi zewnętrznej.

## Ekologia i występowanie
Owad rozmieszczony od nizin do przedgórzy, ciepłolubny. Zasiedla niezacienione, suche stanowiska, chętnie o stepowym charakterze, w tym murawy kserotermiczne. Żyje w wykopanych w glebie norkach. Poluje na drobne bezkręgowce.
Gatunek palearktyczny, znany z Niemiec, Austrii, Włoch, Polski, Czech, Słowacji, Węgier, Ukrainy, Rumunii, Serbii oraz europejskiej i zachodniosyberyjskiej części Rosji,